# Hovedløst begær
Hovedløst begær er en dansk kortfilm fra 2011 med instruktion og manuskript af Kim Lysgaard Andersen.

## Handling
Gyserkomedie om den løgnagtige hustru, som slår sin elsker ihjel forøjnene af sin jaloux ægtemand. Elskeren bliver begravet i baghaven, men kommer tilbage fra de døde. Ikke fordi han er vred over at være slået ihjel, men fordi han "ikke er færdig!"

## Medvirkende
- Maibritt Saerens - Hustru
- Michael Carøe - Elsker
- Jørn Faurschou - Ægtemand
- Ole Dupont - Politiker
- Sergio Giovanni Gorgone - Tjener

## Baggrund
Instruktøren fortalte selv om filmens baggrund:
"Filmen er en hyldest til en genre, der opstod i Hollywood i 1980'erne: Horror/Comedy. Siden jeg første gang så et afsnit af Creepshow tilbage i 1980'erne, har jeg ønsket at lave et afsnit på dansk. Nu da jeg er færdig, ville jeg ønske, jeg havde gjort det noget tidligere. Jeg ville prøve at lave en film, der blev skabt i den ånd, de gamle Creepshow-film blev skabt i. De fleste effekter blev lavet i kameraet, og hver gang det skulle til at blive farligt - kammede det over, og blev lidt fjollet og komisk i stedet. Dette lykkedes kun delvist, da det hurtigt viste sig at være svært at lave film uden at bruge CGI i dag. Nutidens standarder i film kræver en del af billedet. Og dette krav viste sig at være vigtigt at leve op til. Filmen endte med at bruge en del CGI, og være vredet godt og grundigt i computeren. Men jeg syntes godt om resultatet, da filmen stadig er rå men samtidig har en høj production value.